# Soma Hellinon Proskopon
Soma Hellinon Proskopon (Σώμα Ελληνων Προσκόπων, ΣΕΠ; Verband der griechischen Pfadfinder) ist der nationale Pfadfinderverband Griechenlands. Die Pfadfinderarbeit in Griechenland begann 1910. Der Verband war Gründungsmitglied der World Organization of the Scout Movement im Jahre 1922 und hatte 2010 17.658 Mitglieder. Die Mehrheit der Mitglieder gehören der Griechisch-orthodoxen Kirche an. Jedoch können Jungen und Mädchen aller religiösen und ethnischen Gruppen, sofern sie in Griechenland ansässig sind, dem Verband beitreten.
Während der Olympischen Spiele 1908 in London beobachtete der junge Sportlehrer Athanasios Lefkaditis mit Interesse den Einsatz der britischen Pfadfinder. Er traf sich mit Robert Baden-Powell und führte 1910 die Pfadfinderbewegung in Griechenland ein. Die Pfadfinder Griechenlands waren und sind stets aktiv in der sozialen Hilfe und Hilfsaktionen bei Naturkatastrophen wie beispielsweise Großfeuer und Erdbeben.